# Tor Svendsberget
Tor Svendsberget (* 3. November 1947 in Aust-Torpa) ist ein früherer norwegischer Biathlet.
Tor Svendsberget startete für Engerdal Sportsklubb. 1967 und 1968 gewann er bei den erstmals ausgetragenen Junioren-Weltmeisterschaften in Altenberg und Luleå die Goldmedaillen im Einzel. Er nahm 1969 in Zakopane erstmals an den Biathlon-Weltmeisterschaften teil und wurde 23. des Einzels. Ein Jahr später gewann er sowohl im Einzel hinter Alexander Tichonow als auch als Startläufer mit Ragnar Tveiten, Magnar Solberg und Esten Gjelten als Staffel Norwegens hinter der Staffel der Sowjetunion die Silbermedaillen. 1971 kam in Hämeenlinna erneut der Gewinn der Silbermedaille mit Tveiten, Solberg und Ivar Nordkild im Staffelrennen hinzu, bei der Svendsberget erneut Startläufer war. Bei den Olympischen Winterspielen 1972 in Sapporo lief der Norweger auf den achten Platz im Einzel und verpasste mit Kåre Hovda, Nordkild und Solberg als Viertplatzierter im Staffelrennen knapp eine olympische Medaille. In Lake Placid gewann er bei den Weltmeisterschaften im folgenden Jahr hinter Tichonow und Gennadi Kowaljow die Bronzemedaille im Einzel und mit Esten Gjelten, Tveiten und Kjell Hovda Silber im Staffelrennen hinter der Sowjetunion. Ähnliche Ergebnisse erreichte Svendsberget auch 1974 in Minsk. Hinter Juhani Suutarinen und Gheorghe Gârniță gewann er erneut Bronze im Einzel und mit den Hovdas und Terje Hanssen Bronze im Staffelwettbewerb. Im erstmals ausgetragenen Sprint-Wettbewerb belegte der Norweger den 29. Platz. Auch 1975 erreichte er in Antholz wieder sehr gute Resultate, verpasste aber Medaillengewinne. Im Einzel verpasste er als Viertplatzierter knapp eine Medaille, im Sprintrennen wurde er Fünfter und im Sprint erreichte er den 14. Rang. 1976 nahm Svendsberget zum zweiten Mal an Olympischen Winterspielen teil. In Innsbruck wurde er Neunter des Einzels und mit Kjell Hovda, Hansen und Svein Engen Fünfter mit der Staffel. Bei den Biathlon-Weltmeisterschaften 1977 in Vingrom verpasste er erneut knapp eine Medaille, mit der Staffel wurde der Norweger Vierter. Zudem erreichte er den achten Platz im Einzel und den neunten Rang im Sprint. Abschluss der internationalen Karriere wurden die Biathlon-Weltmeisterschaften 1978 in Hochfilzen, bei denen Svendsberget mit Odd Lirhus, Sigleif Johansen und Roar Nilsen als Schlussläufer der Staffel nochmals die Silbermedaille gewann und dabei mit der Staffel der DDR erstmals einer deutschen Mannschaft den Sieg bei einer WM überlassen musste.
Auch national war Svendsberget ein Läufer der zweiten und dritten Plätze und weniger ein Siegläufer. 1969 gewann er im Einzel hinter Jon Istad seine erste Silbermedaille. 1973 gewann sie hinter Tveiten Silber im Einzel, 1975 hinter Bjørn Sirijord im Sprint. 1976 gewann er mit der Vertretung Østerdals die Bronzemedaille im Staffelrennen. Im Jahr darauf gewann er sowohl Silber hinter Engen im Einzel als auch Bronze im Sprint hinter Engen und Johansen. Den einzigen Titel seiner Karriere gewann Svendsberget 1978 mit Sigvart Bjøntegård, Ola Lunde und Kjell Søbak im Staffelrennen. Auch seine letzte Medaille gewann er 1979 mit Bronze im Staffelwettbewerb.